# Sebastian (helgon)
För andra betydelser, se Sankt Sebastian.
Sebastian, född omkring 256 i Narbonne, Gallien, död 20 januari 288 i Rom, var en kristen soldat i kejsar Diocletianus armé som led martyrdöden. Han vördas som helgon inom Romersk-katolska kyrkan med festdag den 20 januari. Sebastians reliker vördas i basilikan San Sebastiano fuori le Mura i södra Rom.

## Biografi
I Legenda Aurea (sammanställd på 1200-talet) berättas om Sebastians död. Kejsaren dömde helgonet till att bindas mitt på ett öppet fält och av soldaterna beskjutas med pilar. Motivet förekommer ofta i konsten.
Enligt en legend skall Sebastian ha överlevt beskjutningen med pilar och därefter vårdats av Irene, änka efter martyren Castulus. När Sebastian hade återhämtat sig, skall han ha konfronterat kejsar Diocletianus för dennes grymhet mot de kristna. Kejsaren lät då stena Sebastian. Han begravdes i Calixtus katakomber vid Via Appia.
De tidigaste framställningarna av den helige Sebastian återfinns i basilikan Sant'Apollinare Nuovo i Ravenna samt i San Pietro in Vincoli och San Saba i Rom.

## Skyddshelgon
Under medeltiden då digerdöden gick över Europa kom Sebastian att bli ett skyddshelgon mot sjukdomen. Som sådant avbildas han genomstungen av pilar iklädd ett ländkläde, bunden mot ett träd i en lidande pose. Under 1700-talet kom sådana bilder och figuriner att samlas inom homoerotiska kretsar och Sankt Sebastian upptogs av dem som ett skyddshelgon. Som sådant ska Sebastian också ha aktualiserats under slutet av 1900-talet bland homosexuella i och med HIV och AIDS.

## Bilder

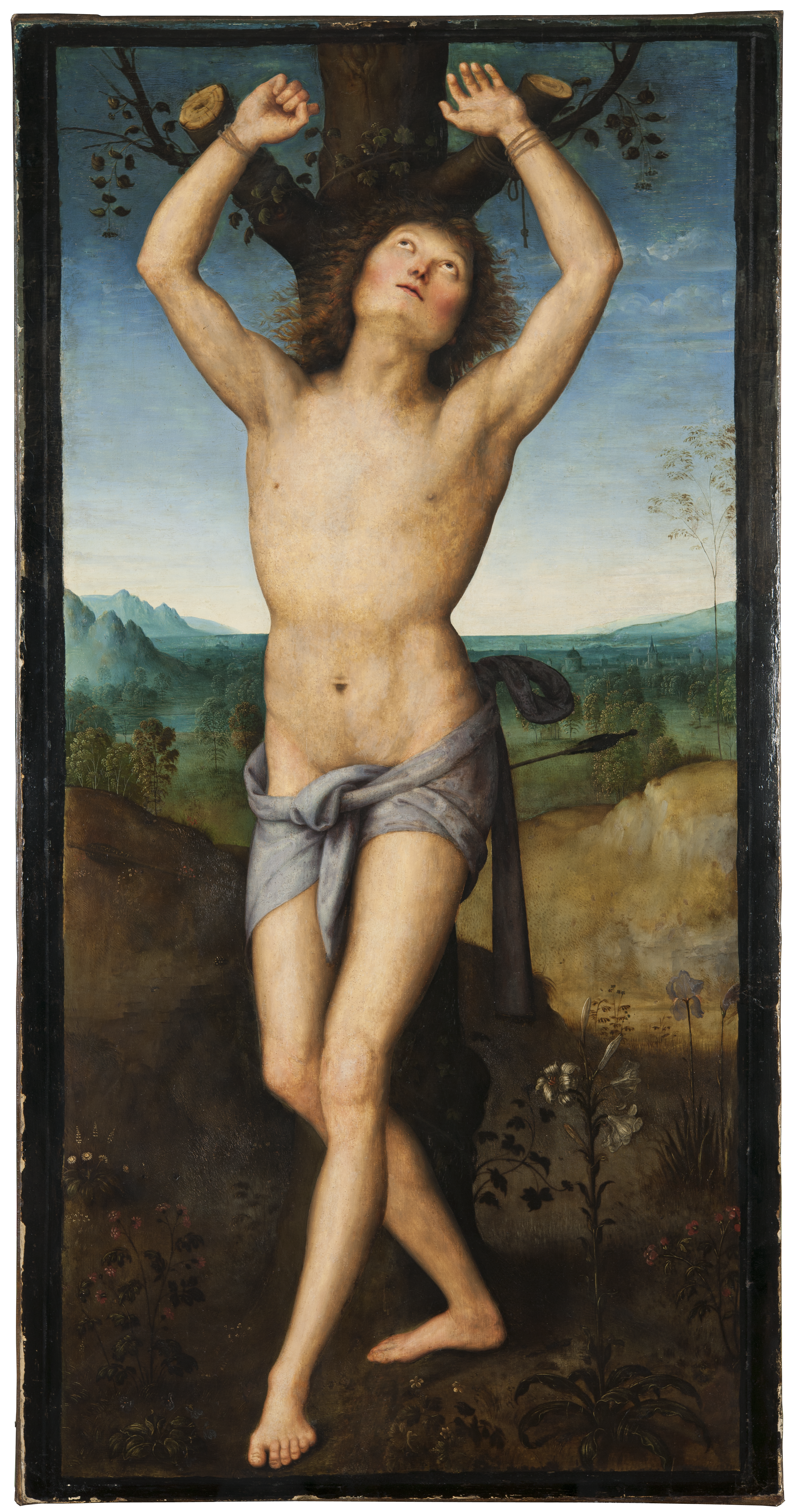
Sankt Sebastian, målning av Perugino från cirka 1485. Nationalmuseum.
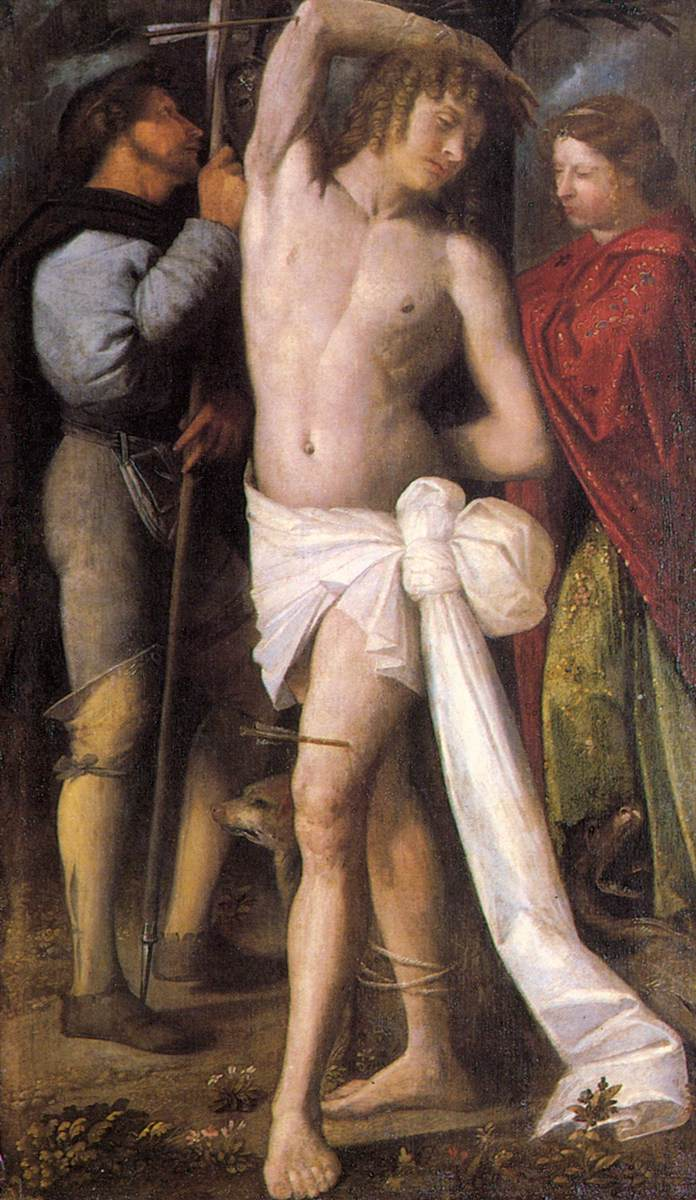
Sankt Sebastian, målning av Cariani från cirka 1520.
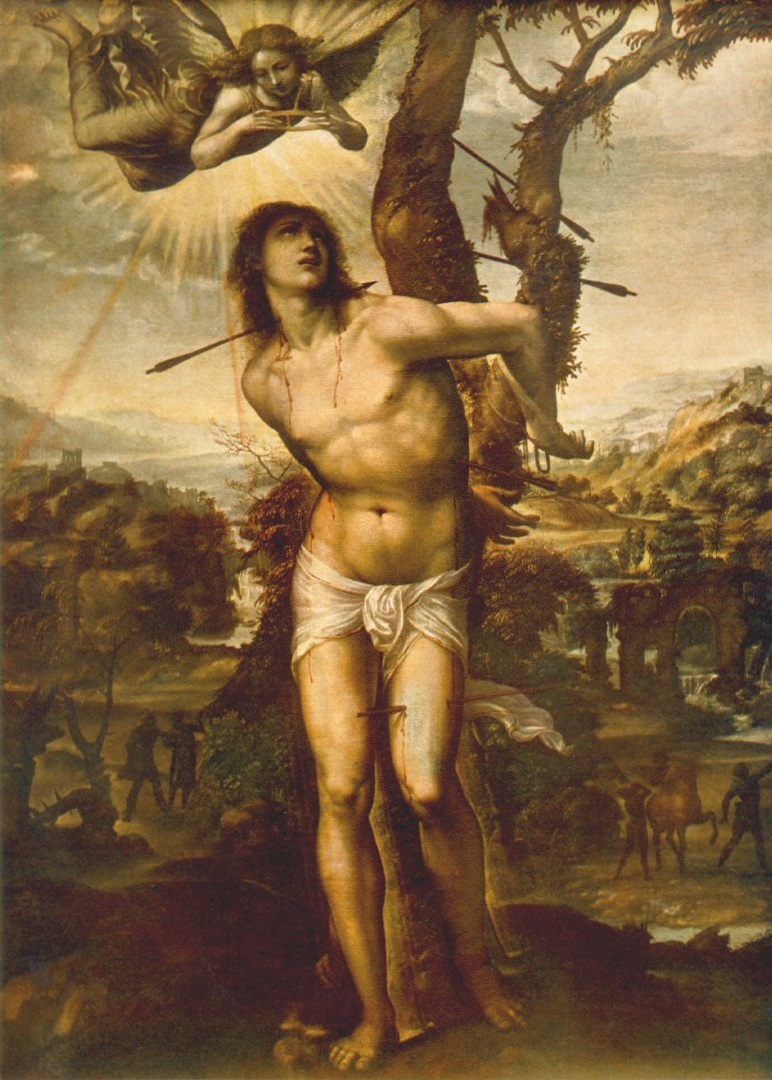
Den helige Sebastian, målning av Sodoma från cirka 1525.
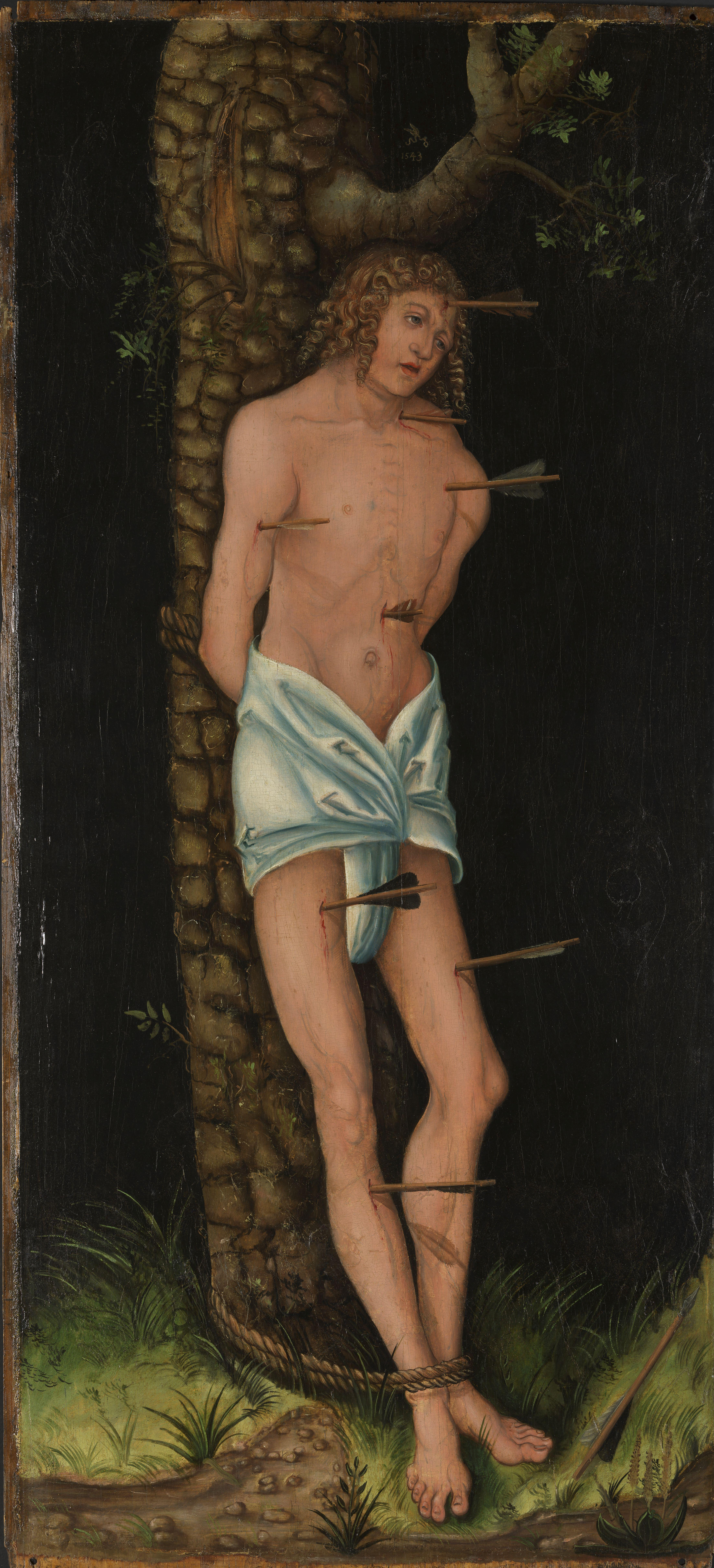
Sankt Sebastian, målning av Lucas Cranach den äldres ateljé från 1543. Nasjonalmuseet.
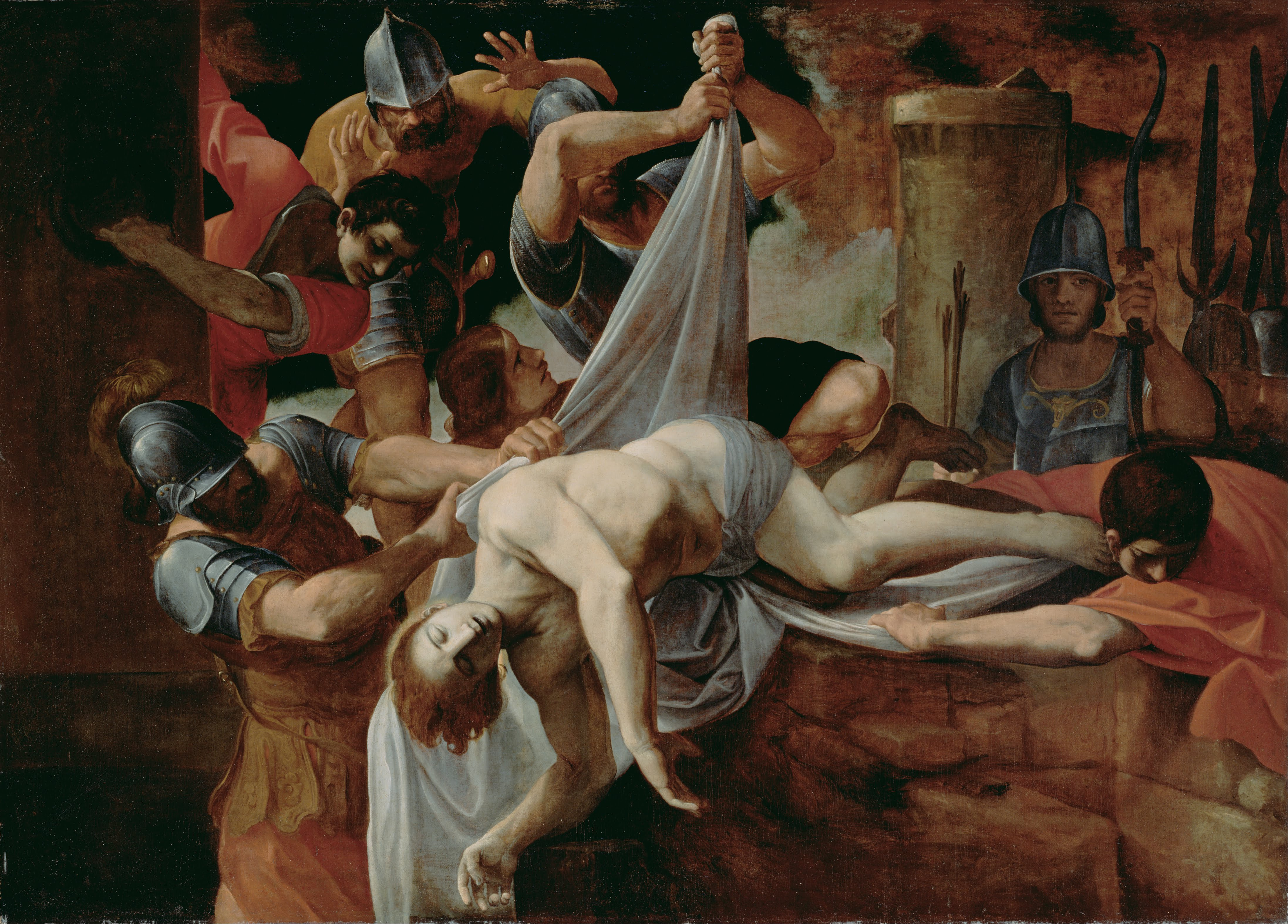
Den helige Sebastian kastas i Cloaca Maxima, målning av Ludovico Carracci från 1612.
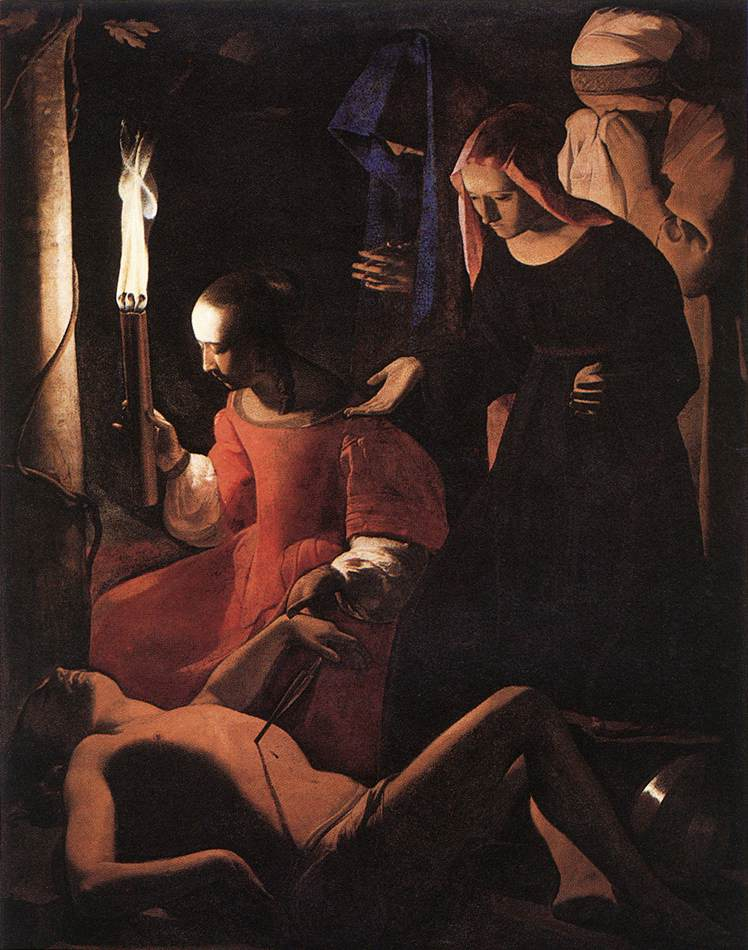
Den helige Sebastian vårdas av den fromma Irene, målning av Georges de La Tour från 1649.
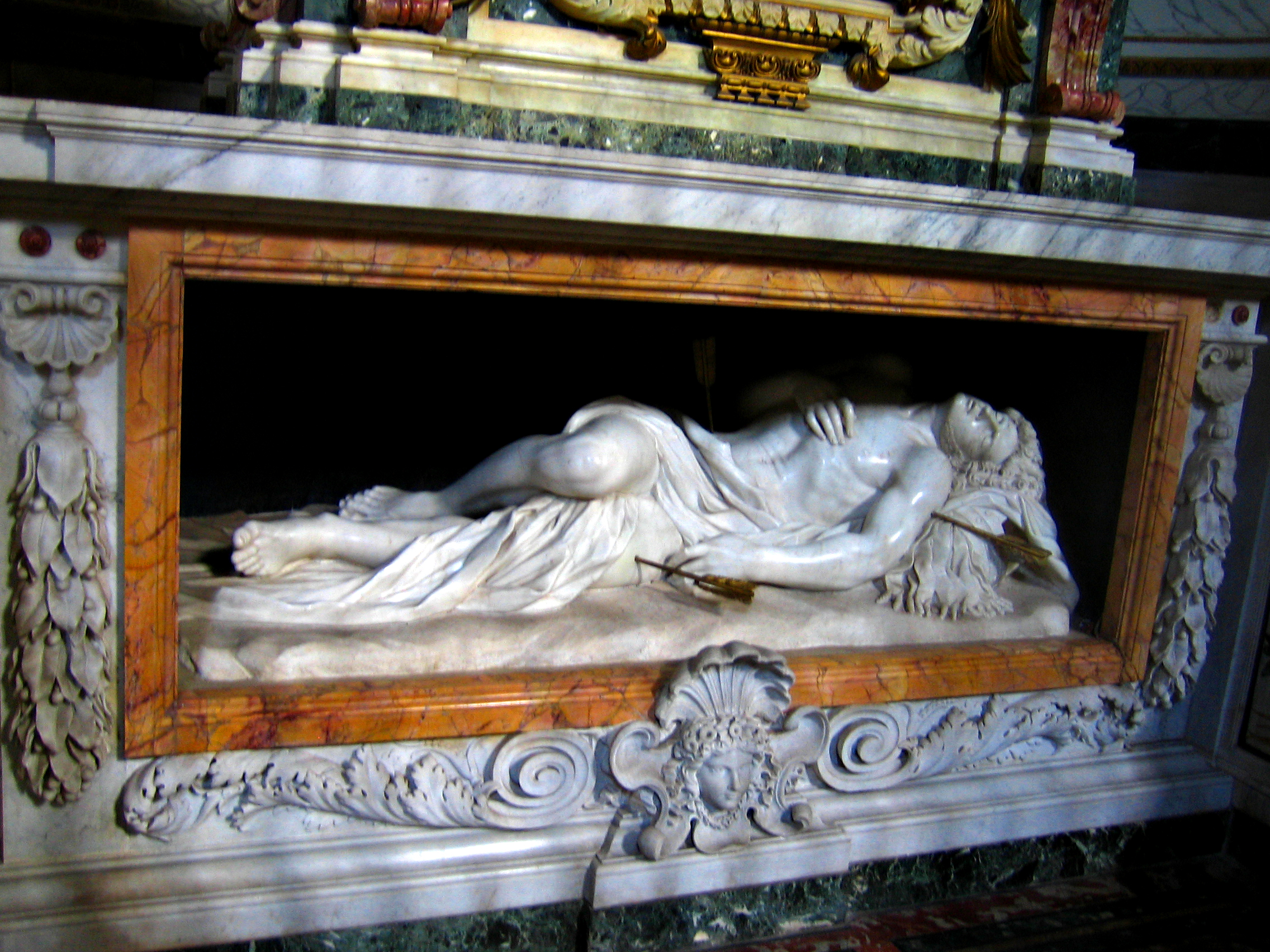
Sankt Sebastian, skulptur av Antonio Giorgetti från cirka 1672.